# ドラア＝タフィラルト地方
ドラア＝タフィラルト地方（ドラア＝タフィラルトちほう、アラビア語:درعة - تافيلالت）はモロッコ東部の地方。
面積は約8.6万km2、2014年の人口は約163.5万人。
首府はエルラシディア。

## 地理
アトラス山脈に位置する。
西にドラア川が流れ、東のジズ川はタフィラルト・オアシスを潤す。
- 北：フェズ＝メクネス地方
- 北東：オリアンタル地方
- 東～南：アルジェリア
- 南西：スース＝マサ地方
- 西：マラケシュ＝サフィ地方
- 北西：ベニ・メラル＝ヘニフラ地方

## 歴史
2015年9月、エルラシディア州・ミデルト州・スース＝マサ＝ドラア地方を合わせて設立された。

## 行政区画

ドラア＝タフィラルト地方の県

- エルラシディア州（英語版）
- ワルザザート州（英語版）
- ミデルト州（英語版）
- ティネリール州（英語版）（ティンジル州）
- ザゴラ州（英語版）

## 経済
農業と牧畜が伝統的に主要産業だったが、近年は砂漠化によって大きな影響を受けている。
ワルザザートでは映画産業が盛んである。
世界遺産のアイット＝ベン＝ハドゥの集落が有名な観光地である。
タムグルートの陶芸や、タズナフトの絨毯等の伝統工芸品も重要な収入源である。

## 交通

### 道路
- 国道9号線：ワルザザート⇔マラケシュ
- 国道10号線：エルラシディア⇔ワルザザート
- 国道13号線：エルラシディア⇔メクネス

### 空港
- ワルザザート空港：この地方で利用人数が最多
- エルラシディア空港
- ザゴラ空港